# NGC 6986
NGC 6986 ist eine elliptische Galaxie vom Hubble-Typ E/S0 im Sternbild Steinbock auf der Ekliptik. Sie ist schätzungsweise 386 Millionen Lichtjahre von der Milchstraße entfernt und hat einen Durchmesser von etwa 115.000 Lichtjahren.
Im selben Himmelsareal befinden sich u. a. die Galaxien IC 1336 und IC 1339.
Die Typ-Ia-Supernova SN 2002el wurde hier beobachtet.
Das Objekt wurde am 2. September 1885 von dem Astronomen Francis Preserved Leavenworth entdeckt.